# Saint-Vaast-du-Val
Saint-Vaast-du-Val è un comune francese di 435 abitanti situato nel dipartimento della Senna Marittima nella regione della Normandia.

## Società

### Evoluzione demografica
Abitanti censiti